# 雪山飛狐
『雪山飛狐』（せつざんひこ、簡体字: 雪山飞狐、拼音: Xuěshānfēihú）は、清の時代を舞台にした金庸の武俠小説。1959年に《新晩報》で連載が開始された。単行本で5、6冊にわたる長編を書く金庸にしては珍しく短い作品であり、1冊で完結している。なお、『飛狐外伝』とは内容がつながっている。

## 概略
時代は乾隆45年（1780年）。前半は真冬の山小屋に集まった数人の男女が雪山飛狐と呼ばれる俠客の出自と100年にわたる胡・苗・范・田の姓を持つ家系についての過去が語られる。そして、それが終わると実際に雪山飛狐こと胡斐が登場するのであるが、非常に中途半端で結末をむかえている。読者や作者の友人から結末について問い合わせが多く寄せられ、金庸も7、8通りの結末を考えたとのことであるが、結末は各々の読者に任せるということで、結局書き直しはなされていない。過去の謎を追究してゆくということで、ミステリ小説的な色を帯びてもいる。

## 登場人物
胡斐（こひ）
胡一刀の息子で、雪山飛狐と呼ばれる俠客。李自成の護衛をしていた胡姓の男の末裔。この物語の時点で27歳。一応、主人公という扱いなのだが、登場はかなり遅く、物語前半では人づてにその存在が語られるのみである。辮髪を結いもせず、髭も髪もぼうぼうに伸ばしている恐ろしげな容姿をしているが、教養にも豊かで義俠心に厚い。胡・苗・范・田の家系に続く100年の因縁を清算したいと考えている。なお、彼の修行時代のエピソードは飛狐外伝において語られている。
胡一刀（こいっとう）
物語の開始時点においては既に故人であるが、前半においてその活躍が、胡・苗・范・田の家系の因縁と絡めて語られる。息子である胡斐と同じく、張飛を思わせる恐ろしげな容貌をしているが義俠心に厚い人物であり、妻子を大事にしていた。苗姓の男の子孫、苗人鳳と壮絶な死闘を繰り広げた。
苗人鳳（びょうじんほう）
李自成の護衛をしていた苗姓の男の子孫。痩せていてあまり強そうに見えないが、武術の達人。家の仇敵である胡姓の子孫をおびき寄せるため、あえて「打遍天下無敵手」という派手な異名を名乗っていた。また、「金面仏」とも呼ばれている。胡一刀と死闘を繰り広げるが、意気投合し親友となる。胡・苗・范・田の家系に続く恩讐を自分の代で断ち切りたいと考え、自分の娘には武術を教えることはなかった。
苗若蘭（びょうじゃくらん）
苗人鳳の娘。胡・苗・范・田の家系に続く恩讐に巻き込むまいと、父から一切の武術は教えられていない。7歳のころ父から聞かされた哀れな運命を持って生まれてきた胡姓の男の子（胡斐）について同情的で、胡斐に対し特別な感情を抱いていた。物語の前半においては語り手として、胡一刀と苗人鳳の死闘を語り、後半においてはヒロイン的役割を務める。
宝樹（ほうじゅ）
武術に優れた謎の僧侶。語り手として、若い頃目撃した胡一刀と苗人鳳の死闘について説明する役割を務める。
曹雲奇（そううんき）
師父の田帰農が謎の死を迎えたため、若くして天龍門北宗の掌門（トップ）を勤める。掌門をつとめながらも、自身の武芸は、師叔の阮士中ほど優れてはいない。
田帰農（でんきのう）
李自成の護衛をしていた、田の姓の男の子孫。急死したため、弟子の曹雲奇には胡・苗・范・田の家系に続く恩讐や、宝刀の由来を説明していない。その死の秘密は、語り手の口で説明されることになる。
李自成（りじせい）
物語の時点では既に故人。明末、闖王を名乗り、農民反乱を指導した武将。しかし、清と協力した呉三桂に敗れ、戦死したと伝えられるが…。物語の鍵となる胡・苗・范・田の家系の恩讐に深くかかわる人物。

## 書誌情報
- 『雪山飛狐』岡崎由美 監修、林久之 訳

（徳間書店、1999年） ISBN 4-19-860975-6
（徳間文庫「金庸武侠小説集」、2008年） ISBN 978-4-19-892811-7

## 映像化作品
映画
- 『雪山飛狐』 香港 1964年 - 江漢（胡斐）※日本未公開

テレビドラマ
『雪山飛狐』の原作はかなり短く、逆に外伝の『飛狐外伝』は長い。そのため、この2作をあわせてドラマ化することが多い。その際のタイトルは『雪山飛狐』。
- 『雪山飛狐』 佳藝電視 香港 1977年 - 衛子雲（胡斐/胡一刀）、白彪（苗人鳳）、羅楽林（田帰農）※日本未公開
- 『雪山飛狐』 無綫電視（TVB） 香港 1985年 - 呂良偉（胡斐/胡一刀）、謝賢（苗人鳳）、ケネス・ツァン（田帰農）※日本未公開
- 『雪山飛狐』 台湾電視公司（TTV） 台湾 1991年 - 孟飛（胡斐/胡一刀）、慕思成（苗人鳳）、湯鎮宗（田帰農）※日本未公開
- 『雪山飛狐』 無綫電視（TVB） 香港 1998年 - 陳錦鴻（胡斐）、フェリックス・ウォン（胡一刀）、尹揚明（苗人鳳）、チョン・シウファイ（田帰農）※日本未公開
- 『雪山飛狐』 慈文影視 中国大陸 2007年 - ニエ・ユエン（胡斐）、アンソニー・ウォン（胡一刀）、アレックス・フォン（苗人鳳）、パトリック・タム（田帰農）

コミック
- 『雪山飛狐』 画：馬栄成 香港

ゲーム
- 『ストリートファイター オンライン』 2008年 … 胡斐がキャラクターとして登場